# كاميل فيلسزيك
كاميل فيلسزيك (بالبولندية: Kamil Wilczek) (14 يناير 1988 في بولندا - ) هو لاعب كرة قدم بولندي في مركز الهجوم. شارك مع منتخب بولندا تحت 19 سنة لكرة القدم ومنتخب بولندا تحت 21 سنة لكرة القدم. أما مع النوادي، فقد لعب مع بياست غليفيتسه وزاغويمبيه لوبين ونادي بروندبي ونادي كاربي وGKS Jastrzębie ‏ وElche CF Ilicitano ‏ وUD Horadada ‏.

## روابط خارجية
- كاميل فيلسزيك على موقع الاتحاد الأوربي (الإنجليزية)
- كاميل فيلسزيك على موقع اتحاد تركيا (لاعب) (الإنجليزية)
- كاميل فيلسزيك على موقع قاعدة بيانات كرة القدم.إي يو (الإنجليزية)
- كاميل فيلسزيك على موقع ناشيونال فوتبول تيمز (الإنجليزية)
- كاميل فيلسزيك على موقع Soccerbase.com (لاعب) (الإنجليزية)
- كاميل فيلسزيك على موقع Soccerway.com (الإنجليزية)
- كاميل فيلسزيك على موقع عالم كرة القدم.نت (الإنجليزية)
- كاميل فيلسزيك على موقع AS.com (الإسبانية)